# ラーレスターン郡
ラーレスターン郡（ペルシア語: شهرستان لارستان）とは、イランのファールス州の郡である。郡中心市はラール。
2016年当時の人口は213,920人、60,410世帯。郡内は中央地区、バナールーイェ地区、ベイラム地区、Sahray-ye Bagh地区に区画される。
郡内にはラーレスターン語を話すラーレスターン人が居住しており、
彼らはペルシア人の系統に属し、大多数はスンナ派のイスラム教を信仰している。
歴史的にラーレスターン、ラーメルドと呼ばれる地域は、ファールス州に含まれるラーレスターン郡、ホンジュ郡、ゲラーシュ郡、ラーメルド郡とホルモズガーン州のバスタク郡で構成される。バスタク郡のほか、同州のバンダレ・レンゲ市も歴史的ラーレスターン地域に含まれる町である。
内陸部の住民の部分はイラン系の民族であるが、セルジューク朝のイラン統治が始まった11世紀に移住したテュルク系の遊牧民も少数存在する。13世紀にラーレスターンは一時的に貿易と商業の中心地となっていたが、多くの時代を通じて内情が不明確な地域であり、ペルシアの中央政権の政治や紛争に関与することはほとんどなかった。テュルク系の民族がラーレスターンを支配していたが、1602年にサファヴィー朝のアッバース1世によって彼らの指導者であるシャー・イブラーヒム・ハーンが処刑され、イラン中央の政権の支配下に入った。19世紀のラーレスターンには半独立の部族勢力が割拠しており、1898年までガージャール朝に名目上の貢納を行っていた。
ラーレスターン郡はイランで最も貧しい地域の一つに挙げられている。穀物、柑橘類、ナツメヤシなどが栽培され、ラクダ、馬、牛などの遊牧が営まれている。穀物やナツメヤシ、果実が栽培される高地の気候は穏やかであるが、他の地域は湿度と気温が高い。気温は高い上に降水量が少なく、採取できる地下水のほとんどは塩分が多いため、飲用や農用に適さない。